# Campeonato Mundial de Handebol Feminino de 1978
O Campeonato Mundial de Handebol Feminino de 1978 foi a 7ª edição do Campeonato Mundial de Handebol Feminino. Foi disputado na Checoslováquia  de 30 de novembro a 10 de dezembro de 1978, organizado pela Federação Internacional de Handebol (IHF) e pela Federação Checoslovaca de Handebol.

## Qualificação
Sede
- Checoslováquia

Campeã do Campeonato Mundial de Handebol Feminino de 1975
- Alemanha Oriental

Qualificadas do Campeonato Mundial de Handebol Feminino de 1975
- Hungria
- União Soviética

Qualificada da África
- Argélia

Qualificada da Ásia
- Coreia do Sul

Qualificada das Américas
- Canadá

Qualificadas da Europa
- Alemanha Ocidental
- Iugoslávia
- Países Baixos
- Polônia
- Romênia

## Fase Preliminar
|  | Qualificadas para a Fase Final |
|  | Disputa de 7° ao 9° lugares    |
|  | Eliminada                      |

### Grupo A
| Pos | Equipe            | Pts | J | V | E | D | GP | GC | SG  |
| --- | ----------------- | --- | - | - | - | - | -- | -- | --- |
| 1   | Alemanha Oriental | 6   | 3 | 3 | 0 | 0 | 57 | 35 | +22 |
| 2   | Iugoslávia        | 4   | 3 | 2 | 0 | 1 | 58 | 50 | +8  |
| 3   | Romênia           | 2   | 3 | 1 | 0 | 2 | 43 | 41 | +2  |
| 4   | Coreia do Sul     | 0   | 3 | 0 | 0 | 3 | 45 | 77 | −32 |

| 30 Novembro 1978 | Iugoslávia | 28–21 | Coreia do Sul | Gottwaldow |
| 30 Novembro 1978 | (14–10)    |       |               | Gottwaldow |
| 30 Novembro 1978 |            |       |               | Gottwaldow |

| 30 Novembro 1978 | Alemanha Oriental | 13–9 | Romênia | Gottwaldow |
| 30 Novembro 1978 | (7–6)             |      |         | Gottwaldow |
| 30 Novembro 1978 |                   |      |         | Gottwaldow |

| 01 Dezembro 1978 | Iugoslávia | 16–14 | Romênia | Gottwaldow |
| 01 Dezembro 1978 | (8–7)      |       |         | Gottwaldow |
| 01 Dezembro 1978 |            |       |         | Gottwaldow |

| 01 Dezembro 1978 | Alemanha Oriental | 29–12 | Coreia do Sul | Gottwaldow |
| 01 Dezembro 1978 | (12–6)            |       |               | Gottwaldow |
| 01 Dezembro 1978 |                   |       |               | Gottwaldow |

| 03 Dezembro 1978 | Romênia | 20–12 | Coreia do Sul | Gottwaldow |
| 03 Dezembro 1978 | (11–6)  |       |               | Gottwaldow |
| 03 Dezembro 1978 |         |       |               | Gottwaldow |

| 03 Dezembro 1978 | Alemanha Oriental | 15–14 | Iugoslávia | Gottwaldow |
| 03 Dezembro 1978 | (7–7)             |       |            | Gottwaldow |
| 03 Dezembro 1978 |                   |       |            | Gottwaldow |

### Grupo B
| Pos | Equipe          | Pts | J | V | E | D | GP | GC | SG  |
| --- | --------------- | --- | - | - | - | - | -- | -- | --- |
| 1   | Checoslováquia  | 6   | 3 | 3 | 0 | 0 | 62 | 28 | +34 |
| 2   | União Soviética | 4   | 3 | 2 | 0 | 1 | 61 | 37 | +24 |
| 3   | Países Baixos   | 2   | 3 | 1 | 0 | 2 | 60 | 52 | +8  |
| 4   | Argélia         | 0   | 3 | 0 | 0 | 3 | 14 | 80 | −66 |

| 30 Novembro 1978 | Checoslováquia | 31–5 | Argélia | Trnava |
| 30 Novembro 1978 | (19–1)         |      |         | Trnava |
| 30 Novembro 1978 |                |      |         | Trnava |

| 30 Novembro 1978 | União Soviética | 28–21 | Países Baixos | Trnava |
| 30 Novembro 1978 | (15–7)          |       |               | Trnava |
| 30 Novembro 1978 |                 |       |               | Trnava |

| 01 Dezembro 1978 | Checoslováquia | 20–13 | Países Baixos | Trnava |
| 01 Dezembro 1978 | (12–4)         |       |               | Trnava |
| 01 Dezembro 1978 |                |       |               | Trnava |

| 01 Dezembro 1978 | União Soviética | 23–5 | Argélia | Trnava |
| 01 Dezembro 1978 | (13–1)          |      |         | Trnava |
| 01 Dezembro 1978 |                 |      |         | Trnava |

| 03 Dezembro 1978 | Países Baixos | 26–4 | Argélia | Trnava |
| 03 Dezembro 1978 | (13–0)        |      |         | Trnava |
| 03 Dezembro 1978 |               |      |         | Trnava |

| 03 Dezembro 1978 | Checoslováquia | 11–10 | União Soviética | Trnava |
| 03 Dezembro 1978 | (5–5)          |       |                 | Trnava |
| 03 Dezembro 1978 |                |       |                 | Trnava |

### Grupo C
| Pos | Equipe             | Pts | J | V | E | D | GP | GC | SG  |
| --- | ------------------ | --- | - | - | - | - | -- | -- | --- |
| 1   | Hungria            | 6   | 3 | 3 | 0 | 0 | 75 | 40 | +35 |
| 2   | Polônia            | 4   | 3 | 2 | 0 | 1 | 58 | 52 | +6  |
| 3   | Alemanha Ocidental | 2   | 3 | 1 | 0 | 2 | 51 | 50 | +1  |
| 4   | Canadá             | 0   | 3 | 0 | 0 | 3 | 32 | 74 | −42 |

| 30 Novembro 1978 | Polônia | 28–16 | Canadá | Cheb |
| 30 Novembro 1978 | (14–4)  |       |        | Cheb |
| 30 Novembro 1978 |         |       |        | Cheb |

| 30 Novembro 1978 | Hungria | 23–15 | Alemanha Ocidental | Cheb |
| 30 Novembro 1978 | (10–5)  |       |                    | Cheb |
| 30 Novembro 1978 |         |       |                    | Cheb |

| 01 Dezembro 1978 | Polônia | 16–15 | Alemanha Ocidental | Cheb |
| 01 Dezembro 1978 | (5–8)   |       |                    | Cheb |
| 01 Dezembro 1978 |         |       |                    | Cheb |

| 01 Dezembro 1978 | Hungria | 26–10 | Canadá | Cheb |
| 01 Dezembro 1978 | (15–6)  |       |        | Cheb |
| 01 Dezembro 1978 |         |       |        | Cheb |

| 03 Dezembro 1978 | Alemanha Ocidental | 20–6 | Canadá | Cheb |
| 03 Dezembro 1978 | (10–2)             |      |        | Cheb |
| 03 Dezembro 1978 |                    |      |        | Cheb |

| 03 Dezembro 1978 | Hungria | 21–14 | Polônia | Cheb |
| 03 Dezembro 1978 | (12–9)  |       |         | Cheb |
| 03 Dezembro 1978 |         |       |         | Cheb |

## Disputa de 7° ao 9° lugares
|  | Classificação 7° lugar |
|  | Classificação 8° lugar |
|  | Classificação 9° lugar |

| Pos | Equipe             | Pts | J | V | E | D | GP | GC | SG |
| --- | ------------------ | --- | - | - | - | - | -- | -- | -- |
| 1   | Romênia            | 4   | 2 | 2 | 0 | 0 | 35 | 26 | +9 |
| 2   | Alemanha Ocidental | 2   | 2 | 1 | 0 | 1 | 27 | 27 | 0  |
| 3   | Países Baixos      | 0   | 2 | 0 | 0 | 2 | 36 | 45 | −9 |

| 05 Dezembro 1978 | Romênia | 10–7 | Alemanha Ocidental | Bratislava |
| 05 Dezembro 1978 | (6–3)   |      |                    | Bratislava |
| 05 Dezembro 1978 |         |      |                    | Bratislava |

| 06 Dezembro 1978 | Alemanha Ocidental | 20–17 | Países Baixos | Bratislava |
| 06 Dezembro 1978 | (13–8)             |       |               | Bratislava |
| 06 Dezembro 1978 |                    |       |               | Bratislava |

| 07 Dezembro 1978 | Romênia | 25–19 | Países Baixos | Bratislava |
| 07 Dezembro 1978 | (14–8)  |       |               | Bratislava |
| 07 Dezembro 1978 |         |       |               | Bratislava |

## Fase Final
|  | Campeão  |
|  | 2° lugar |
|  | 3° lugar |

| Pos | Equipe            | Pts | J | V | E | D | GP | GC  | SG  |
| --- | ----------------- | --- | - | - | - | - | -- | --- | --- |
| 1   | Alemanha Oriental | 8   | 5 | 4 | 0 | 1 | 82 | 55  | +27 |
| 2   | União Soviética   | 8   | 5 | 4 | 0 | 1 | 75 | 52  | +23 |
| 3   | Hungria           | 6   | 5 | 3 | 0 | 2 | 67 | 73  | −6  |
| 4   | Checoslováquia    | 5   | 5 | 2 | 1 | 2 | 72 | 60  | +12 |
| 5   | Iugoslávia        | 3   | 5 | 1 | 1 | 3 | 68 | 71  | −3  |
| 6   | Polônia           | 0   | 5 | 0 | 0 | 5 | 50 | 103 | −53 |

| 05 Dezembro 1978 | Alemanha Oriental | 25–10 | Polônia | Bratislava |
| 05 Dezembro 1978 | (11–4)            |       |         | Bratislava |
| 05 Dezembro 1978 |                   |       |         | Bratislava |

| 05 Dezembro 1978 | Iugoslávia | 13–13 | Checoslováquia | Bratislava |
| 05 Dezembro 1978 | (8–7)      |       |                | Bratislava |
| 05 Dezembro 1978 |            |       |                | Bratislava |

| 05 Dezembro 1978 | União Soviética | 19–13 | Hungria | Bratislava |
| 05 Dezembro 1978 | (9–5)           |       |         | Bratislava |
| 05 Dezembro 1978 |                 |       |         | Bratislava |

| 06 Dezembro 1978 | Iugoslávia | 18–14 | Polônia | Bratislava |
| 06 Dezembro 1978 | (8–4)      |       |         | Bratislava |
| 06 Dezembro 1978 |            |       |         | Bratislava |

| 06 Dezembro 1978 | Hungria | 14–13 | Checoslováquia | Bratislava |
| 06 Dezembro 1978 | (9–5)   |       |                | Bratislava |
| 06 Dezembro 1978 |         |       |                | Bratislava |

| 06 Dezembro 1978 | União Soviética | 14–12 | Alemanha Oriental | Bratislava |
| 06 Dezembro 1978 | (10–5)          |       |                   | Bratislava |
| 06 Dezembro 1978 |                 |       |                   | Bratislava |

| 08 Dezembro 1978 | Alemanha Oriental | 14–5 | Hungria | Bratislava |
| 08 Dezembro 1978 | (7–2)             |      |         | Bratislava |
| 08 Dezembro 1978 |                   |      |         | Bratislava |

| 08 Dezembro 1978 | Checoslováquia | 22–7 | Polônia | Bratislava |
| 08 Dezembro 1978 | (10–4)         |      |         | Bratislava |
| 08 Dezembro 1978 |                |      |         | Bratislava |

| 08 Dezembro 1978 | União Soviética | 15–11 | Iugoslávia | Bratislava |
| 08 Dezembro 1978 | (10–5)          |       |            | Bratislava |
| 08 Dezembro 1978 |                 |       |            | Bratislava |

| 10 Dezembro 1978 | Hungria | 14–12 | Iugoslávia | Bratislava |
| 10 Dezembro 1978 | (8–7)   |       |            | Bratislava |
| 10 Dezembro 1978 |         |       |            | Bratislava |

| 10 Dezembro 1978 | União Soviética | 17–5 | Polônia | Bratislava |
| 10 Dezembro 1978 | (7–1)           |      |         | Bratislava |
| 10 Dezembro 1978 |                 |      |         | Bratislava |

| 10 Dezembro 1978 | Alemanha Oriental | 16–12 | Checoslováquia | Bratislava |
| 10 Dezembro 1978 | (8–5)             |       |                | Bratislava |
| 10 Dezembro 1978 |                   |       |                | Bratislava |

## Classificação Final
| Rank | Seleções           |
| ---- | ------------------ |
|      | Alemanha Oriental  |
|      | União Soviética    |
|      | Hungria            |
| 4    | Checoslováquia     |
| 5    | Iugoslávia         |
| 6    | Polônia            |
| 7    | Romênia            |
| 8    | Alemanha Ocidental |
| 9    | Países Baixos      |
| 10   | Coreia do Sul      |
| 11   | Canadá             |
| 12   | Argélia            |

|  | Classificadas para os Jogos Olímpicos de Verão de 1980 |

| Campeãs Mundiais Femininas de Handebol 1978 Alemanha Oriental Terceiro Título Elenco: Hannelore Zober, Renate Rudolph, Roswitha Krause, Marion Tietz, Christina Rost, Waltraud Kretzschmar, Claudia Winderlich, Birgit Heinecke, Hannelore Burosch, Evelyn Matz, Kristina Richter, Katrin Krüger, Petra Uhlig, Eva Langenberg, Cornelia Elbe, Sabine Röther. Treinadores: Peter Kretzschmar, Klaus Franke |

## Ligações Externas
- International Handball Federation.info (em inglês)